# Paul Stehlin
Paul Stehlin, né le 11 août 1907 à Hochfelden (Bas-Rhin) et mort le 22 juin 1975 à Paris 14e, est un général et homme politique français.

## Biographie
Paul Marie Victor Stehlin naît le 11 août 1907 à Hochfelden dans le Bas-Rhin. 

### Carrière militaire
Entre 1935 et 1939, en raison de sa parfaite maîtrise de la langue allemande — son Alsace natale a appartenu jusqu'en 1918 à l'Empire allemand —, Paul Stehlin est attaché militaire « Air » à Berlin où il noue des relations avec Goering et participe à la conférence de Munich.
Selon le général Stehlin, alors capitaine de l'Air et conseiller militaire auprès de l'ambassadeur de France à Berlin, André François-Poncet, alors que Ribbentrop pousse à la guerre vers l'Ouest, Goering tente de la rendre impossible en laissant Stehlin disposer d'un avion[pas clair] avec lequel il observe les mouvements de l'armée allemande tant en direction de la Tchécoslovaquie (préparation de l'invasion en 1938, préalablement aux entretiens de Munich), qu'en direction de la France : le but est de montrer que la Wehrmacht est majoritairement concentrée vers la Bohème. Si les rapports du capitaine Stehlin avaient été exploités (à son retour en France, en septembre 1939, Stehlin découvre avec stupeur que ses rapports n'ont pas été lus), la France aurait pu[réf. nécessaire] prendre les dispositions nécessaires, dont elle avait les moyens, malgré les réticences du général Gamelin, et dissuader Hitler de marcher vers l'ouest.
En 1940, il participe à la campagne de Norvège puis commande le Groupe de Chasse III/6 Roussillon.
Après l'Armistice, il est affecté à l'état-major du général Bergeret, sous-secrétaire d'État à l'Aviation et participe à l'entrevue Hitler-Darlan. Sous la pression des Allemands, il est finalement écarté de Vichy par Darlan. Capturé par les Allemands en 1941, il s'échappe vers l'Afrique. D'abord en poste à Dakar (Groupe de chasse I/4), il participe ensuite au débarquement anglo-américain en Afrique du Nord et coordonne les liaisons militaires des forces aériennes alliées avec le général de Gaulle.
Nommé colonel en 1946, il est attaché militaire à Londres de 1947 à 1950. Général de brigade aérienne en 1950, il est, de 1952 à 1954, chef adjoint de l'état-major particulier de René Pleven, ministre de la défense nationale, puis, de 1954 à 1956, chef adjoint de la délégation française auprès du groupe permanent de l'OTAN à Washington. Promu général de division aérienne en 1956, il devient la même année commandant du premier commandement aérien tactique et des forces aériennes françaises en Allemagne. En 1958, il devient, pour une courte période, adjoint de la IVe force aérienne tactique alliée. Dès l'année suivante, il est nommé major général des armées. En 1960, après avoir été promu au rang de général d'armée aérienne, il succède au général Jouhaud comme chef d'état-major de l'armée de l'air.

### Retour à la vie civile
Ayant atteint la limite d'âge, il quitte son poste en septembre 1963 et devient conseiller d'État en service extraordinaire. Il écrit ses Mémoires : son livre, Témoignage pour l'histoire, obtiendra le Prix des Ambassadeurs. Il donne sa démission un an plus tard pour entrer dans le privé.
Dès lors, il combat la politique de défense du général de Gaulle et milite pour une étroite alliance avec les États-Unis. Il publie différents ouvrages, dont un, La Force d'illusion, est très critique sur la force de frappe nucléaire française, ce qui provoque une certaine surprise, de la part d'un ancien CEMAA par ailleurs fervent atlantiste. Il est convaincu que seuls les États-Unis ont les moyens techniques, économiques et politiques de protéger l'Europe.
Après son départ de l'Armée de l'Air, sa carrière dans le privé l'amène à être successivement vice-président Europe de Hughes Aircraft (1964), vice-président de Bugatti (1965) et président-directeur-général d'Algeco (1968).

### Carrière politique
Entré en politique en 1968, il est élu député centriste du 16e arrondissement de Paris, après une campagne dans laquelle il s'en prend avec virulence à « l'autoritarisme de de Gaulle ». C'est la seule circonscription de France dans laquelle un député sortant du parti majoritaire, Bernard Lepeu, est battu par un opposant au gaullisme, avec 500 voix d'avance sur son adversaire. Son slogan électoral est «  Lepeu c'est peu, soyez malin, votez Stehlin !  ». Il est inscrit au groupe centriste Progrès et Démocratie Moderne (P.D.M.). En octobre 1972, il quitte ce parti qu'il considère comme « une annexe de l'UDR » et adhère au Centre Démocrate de Jean Lecanuet puis au Mouvement réformateur. Il est réélu en 1973 grâce au report d'une partie des voix socialistes. Il devient vice-président de l'Assemblée nationale le 9 juillet 1974, en remplacement de Pierre Abelin lorsque celui-ci entre au gouvernement.

### La controverse sur les avions de combat
En 1974 et 1975, il est au centre d'une controverse sur le renouvellement des flottes aériennes de combat des Pays-Bas, de la Belgique, de la Norvège et du Danemark en prenant ouvertement parti pour les appareils américains, le YF-17 de Northrop et le YF-16 de General Dynamics contre le Mirage F1-E M53 de Dassault. Dans une note de vingt pages adressée au président de la République le 17 septembre 1974 et largement diffusée, il fait état d'un écart technologique favorable, selon lui, aux avions américains.
Cette initiative provoque un scandale. Considéré par les plus indulgents comme un naïf quelque peu inconscient des réalités politiques, tenu par les plus sévères pour un félon vendu à une puissance étrangère, le général Stehlin fait l'objet d'un débat à l'Assemblée nationale le 6 novembre. En son absence, il est vivement critiqué par l'UDR et le Parti communiste, plus modérément par les centristes. Désavoué, il démissionne de son poste de vice-président de l'Assemblée et du groupe des Réformateurs. Il est mis d'office à la retraite le 13 novembre sur décision du ministre de la Défense, Jacques Soufflet.
Il fait paraître le mois suivant La France désarmée, un livre dans lequel il exprime toutes ses thèses pro-européennes et pro-atlantiques, ainsi que l'amertume d'un parlementaire qui estime avoir été trahi par la classe politique. Il s'en prend à Jacques Chirac, Jacques Soufflet, Marcel Dassault et reconnaît être « un grand ami des Américains » (sa femme est américaine). Il exprime surtout sa conviction qu'une nouvelle guerre mondiale est inévitable.
Le 6 juin 1975, à Washington, une sous-commission du Sénat américain révèle que la société Northrop a effectué des versements « douteux » à des parlementaires et anciens officiers de haut rang européens, dont Paul Stehlin, qui était rétribué depuis 1964 au titre de « consultant ». À ce titre, il a fourni, contre rémunération, des informations et des synthèses politico-militaires à la firme.
Le même jour à Paris vers 18 h 30, alors que vient d'être diffusée l'information, Paul Stehlin est renversé en sortant de son bureau par un autobus avenue de l'Opéra. Victime d'un grave traumatisme crânien et d'une fracture du rocher, il meurt des suites de ses blessures le 22 juin à l'hôpital Cochin. Son épouse repousse l'hypothèse du suicide et dépose plainte contre la RATP. Le 24 novembre 1976, la première chambre civile du tribunal de Paris juge la RATP partiellement responsable de la mort du général Stehlin. Le jugement rappelle les prises de position du général en faveur de l'industrie aéronautique américaine et le fait que le jour même de l'accident la presse avait révélé que le général Stehlin avait perçu en 1974 de la société d'aviation américaine Northrop un traitement de 7 500 dollars. « Si, ajoute le tribunal, ces révélations et le désarroi qui pouvait en résulter pour lui sont de nature à expliquer, sinon à justifier, le comportement aberrant de Paul Stehlin, qui savait pertinemment, en sa qualité de technicien de l'aéronautique, qu'il ne pouvait imposer à un engin aussi lourd qu'un autobus lancé à sa vitesse de croisière un arrêt brusque afin de lui laisser le passage libre, il n'en reste pas moins que la conductrice de l'autobus devait rester maîtresse de sa vitesse... »

## Distinctions
- Grand-croix de la Légion d'honneur (18 juillet 1962)[9]
- Croix de guerre 1939–1945
- Médaille de l'Aéronautique
- Commandeur de l'ordre du Ouissam alaouite

## Ouvrages
- Témoignage pour l'Histoire, Robert Laffont, 1964
- Retour à zéro, Robert Laffont, 1968
- La force d'illusion, Robert Laffont, 1973,  (ISBN 978-2221039298)
- La France désarmée, Calmann Levy, 1974